# Mount Sugartop
Mount Sugartop är ett berg i Sydgeorgien och Sydsandwichöarna (Storbritannien). Det ligger i den nordvästra delen av Sydgeorgien och Sydsandwichöarna. Toppen på Mount Sugartop är 2 323 meter över havet, eller 822 meter över den omgivande terrängen. Bredden vid basen är 5,6 km. Mount Sugartop ingår i Allardyce Range.
Terrängen runt Mount Sugartop är huvudsakligen bergig, men västerut är den kuperad.  Trakten runt Mount Sugartop är nära nog obefolkad, med mindre än två invånare per kvadratkilometer. Det finns inga samhällen i närheten. Trakten runt Mount Sugartop består i huvudsak av gräsmarker.